# Johann Gottlob Friedrich Zenker
Johann Gottlob Friedrich Zenker (* 30. August 1753 in Berlin; † 15. Februar 1826 ebenda) war ein preußischer Beamter. In Verwechslung mit seinem Bruder wird er in der Literatur auch fälschlich Johann Gottlieb Friedrich Zenker genannt.

## Leben

### Familie
Johann Gottlob Friedrich Zenker war der Sohn des Tischlermeisters Johann Heinrich Gottfried Zenker (1709–1769) und dessen Ehefrau Dorothea (geb. Krumm) (1719–1793); sein Bruder war der spätere Wundarzt und Professor der Chirurgie Johann Gottlieb Zencker (1759–1807).
Sein Neffe war der Gutsbesitzer Ferdinand Zenker, der sich als Kämpfer in den Befreiungskriegen bewährte, und einer seiner Urenkel war der spätere Finanz- und Sozialexperte Paul Mayet.
Er heiratete 1781 Wilhelmine Charlotte Luise (geb. Lange) (1760–1834); gemeinsam hatten sie zwölf Kinder, allerdings überlebten ihn nur sechs Töchter. Tochter Wilhelmine heiratete 1799 den Prediger und Schriftsteller Friedrich Philipp Wilmsen.

### Werdegang
Johann Gottlob Friedrich Zenker besuchte das Gymnasium Zum Grauen Kloster in Berlin.
Er wurde 1773 Sekretär im Königlichen Nutzholz-Magazin und darauf 1776 als Anwärter Kassenschreiber bei der Hofstaatskasse des Königs Friedrich II., bevor er im Juni 1779 zum Hofstaatskassierer ernannt wurde. 1793 wurde er Buchhalter und Kontrolleur bei der Hofstaats- und Dispositionskasse, 1796 Hofstaatsrentmeister und Schatzmeister und 1804 Rentmeister, Schatzmeister und Rendant der Oberhofbauamtskasse.
Er floh während der Koalitionskriege von 1806 bis 1809 mit Königin Luise und dem Staatsschatz nach Tilsit (heute Sowetsk).

## Ehrungen und Auszeichnungen
Johann Gottlob Friedrich Zenker wurde 1793 zum Hofrat und 1797 zum Geheimen Kriegsrat ernannt.
1824 wurde er mit dem Roten Adlerorden III. Klasse ausgezeichnet.
Weil ihm die Verwahrung des königlichen Schatzes und der Kronjuwelen übertragen worden war, bot ihm König Friedrich Wilhelm III., als  Dank für seine Dienste, entweder die Adelserhebung oder die Schenkung eines Hauses an, worauf Johann Gottlob Friedrich Zenker sich für das Haus entschied.

## Mitgliedschaften
Johann Gottlob Friedrich Zenker war von 1791 bis 1802 Mitbegründer und Mitglied der Sing-Akademie zu Berlin, deren Kassenverwalter er von 1792 bis 1800 war.
1796 trat er, nach einem Aufnahmeantrag beim Obermeister Michael Philipp Boumann, der Freimaurerloge Zur Verschwiegenheit bei, die zur Großen National-Mutterloge Zu den drei Weltkugeln gehörte.
Von 1801 bis 1804 war er Schatzmeister des Musikalischen Kollegiums.